# Травники (солдаты)
Травники (нем. Trawnikimänner) — военнослужащие, призванные в ходе начального периода Великой Отечественной войны в Красную Армию с территории оккупированных нацистской Германией районов и областей Советского Союза и впоследствии, после попадания в плен, сотрудничавшие с немецкими оккупационными властями в генерал-губернаторстве до освобождения Польши в 1945 году. Являясь «добровольными помощниками» вермахта, они несли службу в его вспомогательных частях.
Так, в сентябре 1941 года — сентябре 1942 годов в учебном лагере СС «Травники» прошло подготовку более 2,5 тысяч будущих военнослужащих шуцманшафта; к концу же 1944 года численность выпускников лагеря составила 5 082 человека. Из их числа были упомплектованы два батальона особого назначения. Однако в ходе проведения зачисток из батальонов дезертировало около тысячи человек. В батальонах особого назначения, помимо захваченных в плен военнослужащих Красной Армии, несли службу и фольксдойче. Это обуславливалось тем, что, проживая в генерал-губернаторстве, а также на оккупированной немцами территории европейской части СССР, они прекрасно владели русским, украинским и польским языками, благодаря чему происходило упрощение контакта с местным населением. Офицеры лагеря представляли собой преимущественно немцев, командиры же взводов причисляли себя к фольксдойче. В концентрационном лагере содержались гражданские лица, подлежавшие призыву в Красную Армию и советские военнопленные самых различных национальностей: русских, украинцев, белорусов, эстонцев, латышей, литовцев, татар, грузин, армян и азербайджанцев. Травники принимали активное участие в операции «Рейнхард» — государственной программе нацистской Германии по систематическому истреблению евреев и цыган в генерал-губернаторстве. Также участвовали в массовом истреблении различных групп населения, подозревавшихся в оппозиции нацистскому режиму, в лагерях смерти и внесли огромный вклад в подавление восстания в Варшавском гетто весной 1943 года.